# رسول تقیان
رسول تقیان چادگانی معروف به رسول تقیان (زاده ۱ بهمن ۱۳۶۵ در اصفهان) یک وزنه‌بردار اهل ایران است که در مسابقات قهرمانی آسیا ۲۰۱۳ مدال طلا را به دست آورده‌است.او وزنه برداری را نزد برادر بزرگترش جواد که به عنوان اولین مربی او بود فرا گرفت.

## نتایج
| سال          | مکان                            | وزن          | یکضرب (کیلوگرم) | یکضرب (کیلوگرم) | یکضرب (کیلوگرم) | یکضرب (کیلوگرم) | دوضرب (کیلوگرم) | دوضرب (کیلوگرم) | دوضرب (کیلوگرم) | دوضرب (کیلوگرم) | مجموع        | رتبه         |
| سال          | مکان                            | وزن          | ۱               | ۲               | ۳               | رتبه            | ۱               | ۲               | ۳               | رتبه            | مجموع        | رتبه         |
| قهرمانی جهان | قهرمانی جهان                    | قهرمانی جهان | قهرمانی جهان    | قهرمانی جهان    | قهرمانی جهان    | قهرمانی جهان    | قهرمانی جهان    | قهرمانی جهان    | قهرمانی جهان    | قهرمانی جهان    | قهرمانی جهان | قهرمانی جهان |
| ------------ | ------------------------------- | ------------ | --------------- | --------------- | --------------- | --------------- | --------------- | --------------- | --------------- | --------------- | ------------ | ------------ |
| ۲۰۱۳         | وروتسواف، لهستان                | ۷۷ کیلوگرم   | ۱۵۸             | ۱۵۸             | ۱۶۲             | 5               | ۱۹۶             | ۱۹۶             | ۱۹۶             | ۴               | ۳۵۴          | ۴            |
| ۲۰۱۴         | آلماتی، قزاقستان                | ۸۵ کیلوگرم   | ۱۴۹             | ۱۵۳             | ۱۵۶             | ۲۲              | ۱۸۲             | ۱۹۰             | --              | ۲۱              | ۳۴۳          | ۲۲           |
| ۲۰۱۵         | هیوستون، ایالات متحده آمریکا    | ۷۷ کیلوگرم   | ۱۵۳             | ۱۵۸             | ۱۶۲             | ۱۰              | ۱۹۳             | ۱۹۳             | ۱۹۴             | --              | --           | --           |
| Asian Games  |                                 |              |                 |                 |                 |                 |                 |                 |                 |                 |              |              |
| ۲۰۱۴         | اینچئون، کره جنوبی              | ۸۵ کیلوگرم   | ۱۵۸             | ۱۶۳             | ۱۶۳             | ۴               | ۱۹۷             | ۲۰۵             | ۲۱۰             | ۴               | ۳۶۸          | ۴            |
| قهرمانی آسیا |                                 |              |                 |                 |                 |                 |                 |                 |                 |                 |              |              |
| ۲۰۰۹         | تالدیقورغان، قزاقستان، قزاقستان | ۷۷ کیلوگرم   | ۱۴۶             | ۱۵۲             | ۱۵۵             | ۴               | ۱۸۳             | ۱۸۷             | ۱۸۷             | ۴               | ۳۳۹          | 3            |
| ۲۰۱۳         | آستانه (قزاقستان), قزاقستان     | ۷۷ کیلوگرم   | ۱۵۵             | ۱۶۰             | ۱۶۳             | 2               | ۱۹۵             | ۲۰۳             | ۲۰۳             | 1               | ۳۶۶          | 1            |
| یونیورسیاد   |                                 |              |                 |                 |                 |                 |                 |                 |                 |                 |              |              |
| ۲۰۱۳         | قازان، روسیه                    | ۷۷ کیلوگرم   | ۱۵۳             | ۱۵۷             | ۱۵۷             | ۲               | ۱۹۴             | ۱۹۸             | --              | ۱               | ۳۵۵          | 1            |